# Петропавловская церковь (Московский кремль)
Петропавловская церковь — исторический православный храм в Московском кремле.
Как свидетельствует книга дворцовых разрядов, Петропавловская церковь была наиболее посещаема царевичем, а затем царём Петром I Алексеевичем, который в свои редкие приезды в Москву из разных походов обыкновенно останавливался в старых хоромах своей матери Натальи Кирилловны Нарышкиной и очень редко делал выходы по другим соборным церквям Москвы. В этой же церкви венчался в 1689 году сам Пётр Алексеевич с Евдокией Фёдоровной Лопухиной.

## История
Петропавловская церковь была последней придворной церковью, построенной в XVII веке. Строительство начато в 1684 году, после пожара 1682 года, истребившего деревянные хоромы царевича Петра I Алексеевича и хоромы царевен на кормовом дворе, возле новых хором царя Петра Алексеевича и его верхнего сада.
Освящение храма во имя святых апостолов Петра и Павла совершено 16 ноября 1685 года патриархом Иоакимом со всем священным собором.
С удаление царя Петра Алексеевича из Москвы в С-Петербург, Петропавловская церковь окончила своё сосуществование. По именному царскому указу от 27 июля 1703 года всю ризницу этой церкви, кроме икон, велено отправить из Москвы в Шлиссельбург. В 1704 году по официальному документу значилось, что церковь стоит в пустоте. В 1720 году в церкви уже отсутствовали: окна, двери, полы, иконы, железо на крыше было обломано ветром, под главами каменные спуски обвалились. В 1730 году иконостас и царские врата были взяты в домовую церковь, устроенную в деревянном дворце для императрицы Анны Иоановны. В 1753 году вместе с хоромным зданием, церковь была окончательно разрушена и разобрана.

## Архитектура
Церковь была каменная и занимала в длину с трапезной 9 саженей и в ширину около 3 саженей. Она возвышалась над всеми другими зданиями внутреннего двора, на уровне с теремами Государя. Церковь пятиглавая, с кровлей их кованного железа, с позолоченными главами и железными резными крестами. Согласно распоряжению от 11 июля 1684 года, эту церковь указывалось покрыть по стропилам железными медью дощатою, луженую, главы сделать железные и обить медью. Кресты на главах поставить железные, луженые, а на средней главе крест и яблоко позолотить, при этом была взята зелёная медь из Пушкарского приказа, которая была около Грановитой палаты, под летописными словами. В церкви имелось: 17 окон в самой церкви и 6 окон в трапезной с железными решётками, высотою 2,3/4 аршина и шириною 1,2/2 аршина. Полы дубовые, косящетые. Возле церкви находилась палатка с сенями, из которой в верху была комнатная круглая лестница.
Иконостас и царские врата были деревянные, резные и позолоченные. Всё это делали напротив Воскресенской церкви жалованные столяры Степан Максимов, Лев Иванов, Андрей Фёдоров, кормовой столяр Иван Никитин. Им же было указано сделать над жертвенником сень (навес, шатёр) с резными столбами, два гасила (приспособление для гашения свечей), длиною одно в полчетверти аршина, другое в 3 аршина, все это позолотить и расписать разными красками. К царским дверям на евангелисты было дано 6 досок медных по 6 вершков, а на «вечерю» доску в 10 вершков и те доски было велено делать кунганного (медного) дела мастеру Сидору Грязному с товарищами. У Симона Ушакова была куплена за 20 алтын иконная липовая доска, размером 2 аршина и 2 вершка в длину, в ширину по размеру и на ней было указано написать ему Спасов образ в деисус с «великим поспешением и самым добрым мастерством». Местные иконы в иконостасе были: Спасителя сидящего на престоле, Смоленской Божией Матери, апостола Петра и мученицы Наталии писанные золотом. Амвон под плащаницу был раскрашен. Резные клиросы, также были позолочены и расписаны красным цветным аспидом (мрамор, преимущественно тёмного цвета) живописцем Никифором Большиным. Сделанные «против образа» 4 точечных подсвечника, также были позолочены сусальным золотом. В 1687 году для церкви в иконостас был написан образ Распятия, с предстоящими Богородицей и Иоанном Богословом.
В церковной трапезной, вероятно, были хоры-полати, примыкавшие одной стороною к деревянным хоромам царицы. Около церкви были переходы. Напротив алтаря располагалась площадка длиною 8,1/2 сажени, а шириною: в одном конце 6 сажен, в другом 11 аршин, на которой был разведён сад, огороженный балясинами, с небольшим прудом. Возле находилась ещё детская потешная площадка царевича Петра Алексеевича.
В марте 1688 года было велено к Пасхе иконостас, иконы, стенописное и живописное письмо вычистить и вымыть.